# アッペル反応
アッペル反応（—反応、Appel reaction）とは、有機化学における合成反応のひとつでトリフェニルホスフィンと四塩化炭素の作用により、アルコール (R-OH) を塩化アルキル (R-Cl) に変換する手法。
アッペル反応は、穏和な条件で有機化合物にハロゲン原子を導入できる手法であり、1級、2級、そしてほとんどの3級アルコールに対して有効である。反応性が低い時は、四塩化炭素の代わりにヘキサクロロアセトンやトリホスゲンなどを塩素源として用いるとうまく行くことがある。
四塩化炭素の代わりに四臭化炭素を用いれば臭化アルキルを得ることができる。また、ヨードメタンやヨウ素をハロゲン源とするとヨウ化アルキルが生成する。

## 反応機構
アッペル反応の最初の段階は、トリフェニルホスフィン (1) と四塩化炭素の反応によるホスホニウム塩 2 の生成である。トリクロロメタニドアニオンがアルコールからプロトンを引き抜きアルコキシドアニオンが生成すると (4)、リン上の塩素と置き換わりアルコキシホスホニウム 5 となる。酸素に隣接する炭素上で塩化物イオンによる求核置換反応が起こり、最終生成物の塩化アルキル 6 がトリフェニルホスフィンオキシド (7) とともに生じる。最後の求核置換反応は、基質が 1級および2級アルコールの場合では SN2機構で、3級アルコールの場合では SN1機構で起こる。
この反応は、トリフェニルホスフィンオキシドの生成を駆動力とする。
ゲラニオールを塩化ゲラニルに変換した例が知られる。

## 関連反応
- コーリー・フックス反応
- アサートン・トッド反応